# Nationale Feestdag van Hongarije

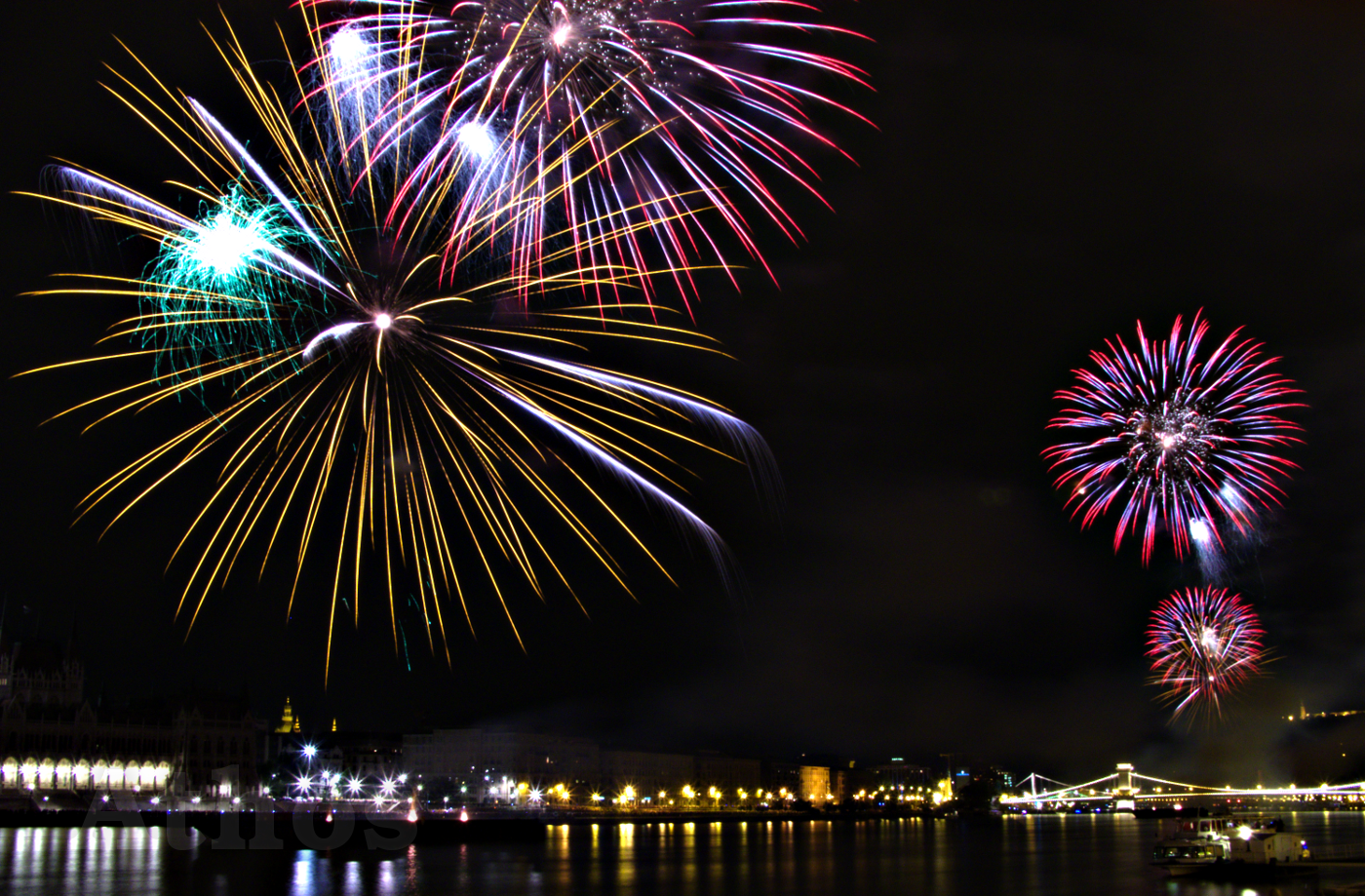
Vuurwerk in Boedapest op 20 augustus

Alkotmányunk Ünnepe (Hongaars) ofwel het Feest van Onze Grondwet, ook wel Az államalapítás ünnepe of Oprichting van de Staat, wordt in Hongarije op 20 augustus gevierd. Ook is het feest ter nagedachtenis van Stefanus I van Hongarije, de stichter van het Hongaarse Koninkrijk; hij werd op 20 augustus 1083 heilig verklaard. Het thema van de dag is in de geschiedenis herhaaldelijk gewijzigd. 
In Boedapest wordt vooral de Nationale Feestdag gevierd met vuurwerk dat 's avonds om 21 uur in de avondschemering begint. Op de kade-oevers langs de Donau en op de bruggen staat het dan overvol van toeschouwers. Ook plezierboten liggen verlicht te wachten op het gebeuren. Het vuurwerk wordt afgestoken vanaf de Citadel van Boeda en de Kettingbrug (Széchenyi Lánc-hid).

## Overige nationale feestdagen
Aan de jaarlijkse herdenkingen van de Revolutie van 1848 op maart en van de opstand in 1956 in oktober wordt volgens Artikel J van de Hongaarse Grondwet het statuur van nationale feestdagen (Nemzeti ünnep) toegekend.

### Herdenking van de Revolutie van 1848
Jaarlijks op 15 maart vinden op diverse plaatsen in de hoofdstad en ook elders in het land herdenkingsplechtigheden plaats in verband met de gebeurtenissen in 1848-1849. De festiviteiten beginnen 's ochtends met het hijsen van de Hongaarse vlag op het Kossuth-plein in Budapest en daarvandaan een tocht naar het Hongaars Nationaal Museum, waar destijds op de eerste dag van de revolutie in 1848 dichter Sándor Petőfi die er voor een massademonstratie van jonge revolutionairen de nationale hymne Nemzeti Dal proclameerde. De belangrijkste evenementen zijn vervolgens een ceremoniële toespraak van de premier en een traditionele huzarenstoet naar het Buda-kasteel. Op deze dag kunnen de Hongaarse heilige kroon en de kroonjuwelen, als nationale symbolen tentoongesteld in het Hongaarse parlement, gratis worden bekeken. De vieringen gaan door met volksdans- en muziekprogramma's en meerdere musea in Budapest, waaronder het Historisch Museum, het Nationale Museum, het Nationaal Archief en het Militair Historisch Museum zijn die dag gratis toegankelijk voor het publiek.
Hongaren dragen op deze dag kokardes in de nationale driekleur (rood-wit-groen).

### Herdenking van de Opstand van 1956
Deze herdenking vindt jaarlijks plaats op 23 oktober, de dag waarop in 1956 de opstand tegen de door de Sovjet-Unie gesteunde communistische regering begon, die bloedig werd neergeslagen. Deze dag kreeg meer betekenis ten tijde van de verzwakking van het regime aan het einde van de jaren tachtig, in de periode die ook wel bekend werd als die Wende, kort voor de val van de Berlijnse Muur en het IJzeren Gordijn, waarin voorafgaand aan de omwenteling in de DDR ook de grensoverschrijdende gevolgen van gebeurtenissen in Hongarije een belangrijke rol speelden. De datum 23 oktober werd tevens een symbool omdat het in 1989 juist op deze datum was dat Mátyás Szűrös, destijds de waarnemend president, bij de eerste openlijke herdenking van de gebeurtenissen in 1956 de Derde Hongaarse Republiek (1989-2010) uitriep voor een menigte van honderdduizenden mensen die zich voor het parlementsgebouw in Budapest had verzameld, waarmee een eind kwam aan de communistische Volksrepubliek Hongarije. Sinds 1989 neemt deze dag de plaats in van Bevrijdingsdag (Felszabadítási Nap), het feest dat in de Volksrepubliek op 4 april gevierd werd, waarmee verwezen werd naar de bevrijding door het Rode Leger van de nazi-bezetting, doch tevens het begin van de communistische periode.